# Vidalasia tonkinensis
Vidalasia tonkinensis är en måreväxtart som först beskrevs av Charles-Joseph Marie Pitard, och fick sitt nu gällande namn av Deva D. Tirvengadum. Vidalasia tonkinensis ingår i släktet Vidalasia och familjen måreväxter.
Artens utbredningsområde är Vietnam. Inga underarter finns listade i Catalogue of Life.